# Zygmunt Szypold

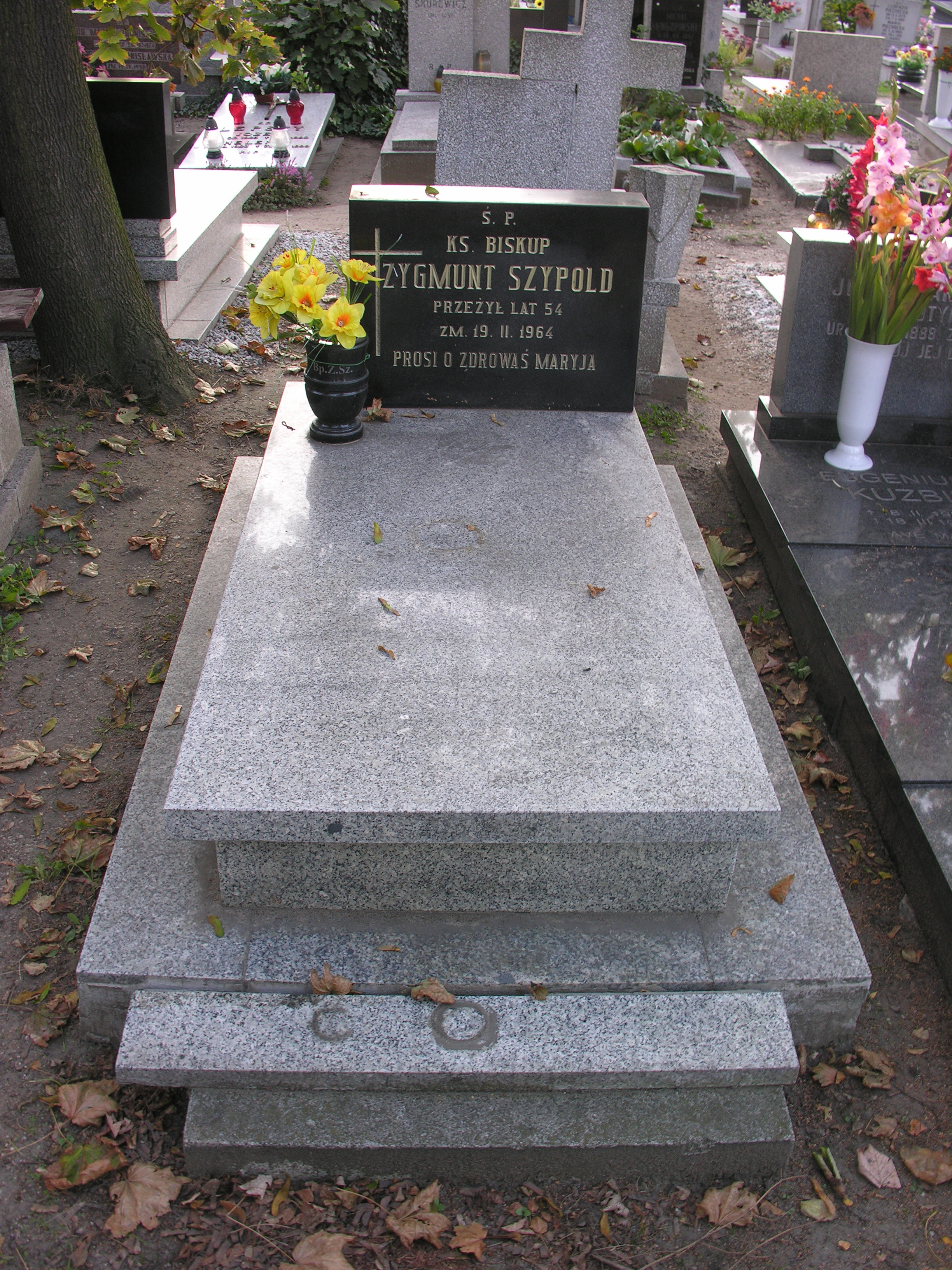
Grób Zygmunta Szypolda na cmentarzu św. Wawrzyńca we Wrocławiu

Zygmunt Szypold (ur. 14 stycznia 1909 w Warszawie, zm. 19 lutego 1964 we Wrocławiu) – polski biskup starokatolicki, arcybiskup i Zwierzchnik Polskiego Kościoła Starokatolickiego w latach 1948–1964.

## Życiorys

### Duchowny
Przed przystąpieniem do ruchu starokatolickiego Zygmunt Szypold był w zakonie franciszkanów. Po opuszczeniu Kościoła katolickiego został opiekunem nowo powstałej parafii PNKK w Lipnie. W 1931 roku przyjął jurysdykcję przybyłego ze Stanów Zjednoczonych Ameryki biskupa Józefa Zielonki. Jednocześnie na warunkach ustalonej w tym okresie unii Kościoła Polskokatolickiego w Ameryce i Starokatolickiego Kościoła Mariawitów został kapłanem mariawitą. W latach trzydziestych XX wieku agitował na Kujawach i Pomorzu za Polskim Kościołem Narodowym. W 1938 roku przeniósł się do Wilna, gdzie będąc pod jurysdykcją biskupa Marii Filipa Feldmana objął funkcję wikarego parafii mariawickiej. Po II wojnie światowej znalazł się jako misjonarz na Ziemiach Odzyskanych. Zorganizował parafię starokatolicką w Cieplicach Śląskich-Zdroju. Od 1945 roku brał udział w tworzeniu unii kościelnej: Polskiego Narodowego Kościoła Katolickiego, Starokatolickiego Kościoła Mariawitów, Katolickiego Kościoła Mariawitów i Kościoła Starokatolickiego Rzeczypospolitej Polskiej. Pełnił w tym związku funkcję sekretarza Rady Polskiego Starokatolickiego Kościoła.

### Biskup starokatolicki
Zygmunt Szypold otrzymał sakrę biskupią 13 kwietnia 1947 roku w Łodzi z rąk hierarchów mariawickich. Konsekracji dokonał biskup Maria Jakub Próchniewski w asyście biskupów Marii Bartłomieja Przesieckiego i Marii Otto Czernohorskiego. Zwierzchnictwo nad Polskim Kościołem Starokatolickim przejął w 1948 roku, po odejściu do Kościoła rzymskokatolickiego arcybiskupa Władysława Farona. W czasie pełnienia przez niego biskupstwa rozpadła się unia starokatolicka w Polsce. Władze Polskiej Rzeczypospolitej Ludowej natomiast próbowały połączyć Polski Kościół Starokatolicki z utworzonym w 1951 roku Kościołem Polskokatolickim. Utrudniano wspólnocie sformalizowanie statutu jako związku wyznaniowego.
Od samego początku swojej kadencji na stanowisku zwierzchnika Kościoła Starokatolickiego biskup Szypold spotykał się z dużą niechęcią nie tylko katolików i polskokatolików, ale również własnych duchownych i wiernych. Podnoszono kwestię, że nie jest prawnym następcą arcybiskupa Farona, bowiem nie został wybrany przez niego na swojego następcę. W archiwach IPN można odnaleźć także bardzo negatywne opinie dotyczące postawy moralnej Szypolda. Ministerstwo Bezpieczeństwa Publicznego w Warszawie informowało, że Zygmunt Szypold w zamian za korzyści majątkowe zwalnia przypadkowe osoby od służby wojskowej, wydając im zaświadczenia, że są klerykami i tym samym nie podlegają obowiązkowemu wówczas poborowi. Śledczy posiadali również dane, z których wynikało wprost, że Szypold uprawia ze swoimi klerykami homoseksualizm, urządzając w swojej rezydencji co wieczór orgie. Miał też posiadać dwie kochanki: matkę z córką, która pełniła rolę jego gosposi.
W 1947 Zygmunt Szypold został proboszczem parafii starokatolickiej przy Kościele Odkupiciela we Wrocławiu. Tam też za jego pontyfikatu została przeniesiona siedziba władz Kościoła. Biskup Zygmunt Szypold zorganizował starokatolicki zakon żeński oraz rekonsekrował sub conditione na biskupa starokatolickiego Ignacego Wysoczańskiego. Nowo przyjęty hierarcha miał prowadzić misję na Pomorzu i Mazurach. Wielokrotnie jednak działał na szkodę swojego zwierzchnika. Próbował też przejąć władzę nad Kościołem. 
We Wrocławiu pod przywództwem biskupa Szypolda starokatolicy rozwinęli prężną działalność społeczną, duszpasterską i gospodarczą. W niedługim czasie zdobyli około tysiąca nowych wyznawców. W latach pięćdziesiątych XX wieku z uwagi na zły stan techniczny i konieczność rozbiórki Kościoła Odkupiciela, biskup Szypold przeniósł parafię starokatolicką na ul. Emila Zegadłowicza na Kleczkowie.

### Ostatnie miesiące życia
Kościół rzymskokatolicki wykorzystał fakt, iż ostatniego namaszczenia biskupowi Szypoldowi udzielił szpitalny kapelan, gdy ten nieprzytomny umierał w środku nocy. Ogłoszono, że Zwierzchnik Kościoła Starokatolickiego dokonał rekoncyliacji na łożu śmierci, czego zaprzeczeniem są m.in. wspomnienia siostry zmarłego biskupa, która zaprzecza tym doniesieniom. Pod koniec życia ks. bp Szypold przesłał list do Ignacego Jana Wysoczańskiego, w którym napisał: „Ponieważ czuję się już bardzo źle i chyba Bóg ten najsprawiedliwszy Sędzia powoła mnie niedługo przed swój tron, aby zdać przed Nim rachunek, dlatego chciałem na wypadek mojej śmierci przekazać Ci mój Drogi Kolego w testamencie zajmowane przeze mnie stanowisko w naszym Kościele Starokatolickim. Dlatego wolą moją jest abyś Ty jako mój jedyny Kolega Współpracownik przez ostatnie kilkanaście lat życia był na wypadek śmierci jedynym moim następcą i zastępcą jako naczelny Biskup naszego świętego Kościoła Starokatolickiego prawdziwie Chrystusowego. List ten pisany w formie testamentu i faktycznie będący moim testamentem w sprawach kościelnych”. Tym samym, jedynym prawowitym następcą biskupa Szypolda stał się arcybiskup Wysoczański. Zygmunt Szypold po śmierci został pochowany na cmentarzu św. Wawrzyńca we Wrocławiu.
Po śmierci bpa Szypolda Ignacemu Wysoczańskiemu nie udało się uzyskać zgody władz na dalszą jawną działalność Kościoła. Polski Kościół Starokatolicki zdelegalizowano z powodu braku władzy zwierzchniej. Wierni przeszli do innych Kościołów chrześcijańskich lub praktykowali swoją wiarę w podziemiu.